# Ceratocanthus spinicornis
Ceratocanthus spinicornis is een keversoort uit de familie Hybosoridae. De wetenschappelijke naam van de soort is voor het eerst geldig gepubliceerd in 1792 door Fabricius.